# Gianandrea Gavazzeni
Gianandrea Gavazzeni (Bérgamo, 27 de julio de 1909 - Ib., 5 de febrero de 1996) fue un director de orquesta, compositor, musicólogo y ensayista italiano. Se especializó en la interpretación de óperas, distinguiéndose por su labor de redescubrimiento y revalorización de obras olvidadas de autores como Donizetti o Rossini. Estuvo muy vinculado al Teatro de La Scala de Milán, donde dirigió regularmente durante toda la segunda mitad del siglo XX.

## Infancia y juventud, años de formación
Nació en Bérgamo, en una antigua casa de la familia Tasso, en Via Pignolo. Su padre, Giuseppe Gavazzeni (abogado y diputado en el Parlamento italiano por el Partito Popolare) era aficionado a la música y organizaba temporadas de ópera en Bérgamo. Su madre, por su parte, era muy aficionada al teatro. De niño, Gianandrea escuchó en Bérgamo la ópera Isabeau de Mascagni en brazos de su abuela y esta experiencia marcó su futura vocación por este género.
Estudió en Roma en el Conservatorio de Santa Cecilia y en 1925 se matriculó en el Conservatorio de Milán, donde fue alumno de Renzo Lorenzoni (piano) y de Ildebrando Pizzetti (composición).
Durante sus años de aprendizaje frecuentó el ambiente musical milanés. Así, pudo seguir todas las funciones de Arturo Toscanini en el Teatro alla Scala entre 1924 y 1929.

## Actividad como compositor
Gavazzeni siguió los pasos de su maestro en el Conservatorio de Milán, Ildebrando Pizzetti. Abundan en sus composiciones alusiones a su ciudad natal, como en el Concerto bergamasco, en los Canti per Sant'Alessandro (en honor de San Alejandro de Bérgamo, patrón católico de la ciudad), las Cantate su Iscrizioni di Meridiane (sobre inscripciones recogidas por el estudioso Luigi Angelini), los Notturni di bevitori bergamaschi, el Dialogo para tenor, barítono y orquesta dedicado a la ciudad de Martinengo o sus Concerti di Cinquandò (nombre de un lugar campestre donde pasaba Gavazzeni los veranos).

### Paolo e Virginia(1935)
En 1935 Gavazzeni escribió para el Teatro Donizetti de Bergamo la ópera Paolo e Virginia, con libreto de Mario Ghisalberti inspirado en la novela Paul et Virginie de Bernardin de Saint-Pierre, que trata sobre el amor total y trágico de dos jóvenes. Esta ópera fue importante porque animó a Gavazzeni a organizar (junto a Bindo Missiroli y Franco Abbiati -autores de la idea- y a Sandro Angelini) el Teatro delle Novità, un intento (en palabras de Missiroli) de animar a los jóvenes músicos a volver a acercarse al teatro lírico, con el propósito de continuar la tradición y el objetivo de galvanizar, vivificándolo, el inmenso patrimonio lírico nacional que, de otro modo, corre el riesgo de transformarse en material de museo.

### Abandono de la composición (1949)
En 1949 Gavazzeni decidió interrumpir su actividad como compositor para centrarse en su carrera como director de orquesta. Juzgó su producción musical como anacrónica para la estética contemporánea y decidió darla autosepultura antes de que lleguen las «leyes excepcionales» de la Vanguardia Oficial. El compositor Goffredo Petrassi, amigo personal de Gavazzeni, comentó: Con la consciencia crítica que lo distingue, Gavazzeni se di cuenta de que la composición no estaba en su naturaleza y que cuanto escribía le parecía fundamentalmente un reflejo de la experiencia de Pizzetti, de quien fue alumno.

## Dirección de orquesta
A partir de 1933 Gavazzeni comienza su actividad profesional como director, primero con la orquesta EIAR de Turín y poco después como director suplente en el Teatro delle Novità de Bérgamo. Gavazzeni tuvo una brillante carrera como director de ópera y dirigió en los teatros más importantes de Italia y del extranjero. En 1944 tuvo su primer contacto con el Teatro alla Scala de Milán, donde dirigió la ópera Il campiello de Ermanno Wolf-Ferrari. A continuación, interpretó Mavra de Ígor Stravinski y La pulce d'oro de Giorgio Federico Ghedini. Tras la Segunda Guerra Mundial, Gavazzeni dirigió en Bérgamo (1948) la Messa da Réquiem de Gaetano Donizetti, siendo uno de los impulsores de la revalorización de este compositor, del que reestrenó numerosas obras que hasta entonces habían estado olvidadas (entre otras, destaca su recuperación de la ópera Anna Bolena, que llevó al escenario de La Scala de Milán en 1957 con Maria Callas en el papel protagonista y una fastuosa escenografía de Luchino Visconti). Este interés por resucitar obras y autores olvidados le había llevado en 1950 a dirigir la primera versión moderna de la ópera de Gioacchino Rossini Il turco in Italia, que fue protagonizada por Maria Callas. También estrenó alguna obra contemporánea, como las de su antiguo profesor Ildebrando Pizzetti L'Assassinio nella Cattedrale y La Figlia di Iorio.
Su carrera como director tuvo una importante repercusión internacional que le llevó a dirigir a las mejores orquestas de Europa y América y a participar en los festivales de Aix-en-Provence, Salzburgo o Glyndebourne. Debutó en la Ópera del Metropolitan de Nueva York el 11 de octubre de 1976, con Il trovatore de Giuseppe Verdi, que dirigió ocho veces esa temporada en el Met.
Su última esposa fue la soprano Denia Mazzola. En enero de 1993, cuando Gavazzeni tenía ya 83 años, dirigió la ópera de Jules Massenet Esclarmonde en el Teatro Massimo de Palermo, en la que su mujer interpretaba el personaje principal. Era la primera vez que, en la dilatada carrera de Gavazzeni, dirigía tal ópera.

## Opiniones polémicas
A Gavazzeni no le gustaban las grabaciones discográficas y no frecuentó los estudios. En su repertorio, aparte de la ópera, incluyó a menudo obras sinfónicas románticas, tardorrománticas y de principios del siglo XX. Se tomaba libertades interpretativas: para él, la absoluta fidelidad a lo escrito por los compositores en el pentagrama iba «contra los valores estéticos de la música y contra la historia, que nunca se detiene». Fueron famosas sus polémicas con los políticos (en 1988 criticó al ministro Carraro por los recortes de los presupuestos dedicados a actividades musicales) o con directores de escena, como su notoria escasa estima por el trabajo de Luca Ronconi.

## Composiciones
| Año       | Obra                                                                              | Tipo de obra                     | Notas                    |  |
| --------- | --------------------------------------------------------------------------------- | -------------------------------- | ------------------------ |  |
| 1928      | Preludio sinfónico                                                                | para orquesta                    |                          |  |
| 1929      | La morte di Dafne                                                                 | para violín y orquesta           |                          |  |
| 1930      | Quattro intermezzi dalla Aminta del Tasso                                         | para barítono, coro y orquesta   | Textos de Torquato Tasso |  |
| 1930      | Sonata in sol                                                                     | para violín y piano              |                          |  |
| 1930      | Sonata in fa                                                                      | para violonchelo y piano         |                          |  |
| 1930      | 3 Liriche                                                                         |                                  |                          |  |
| 1930      | Sonatina in fa                                                                    | para piano                       |                          |  |
| 1931      | Trittico                                                                          | para coro                        |                          |  |
| 1931      | La canzone dell'anno                                                              |                                  |                          |  |
| 1931      | 2 Filastrocche popolari toscane                                                   |                                  |                          |  |
| 1931      | Concerto bergamasco                                                               | para orquesta                    |                          |  |
| 1931      | 2 Madrigali del Tasso                                                             |                                  | Textos de Torquato Tasso |  |
| 1931      | Trio in re                                                                        | para violín, violonchelo y piano |                          |  |
| 1932      | Canzone in la                                                                     | para piano                       |                          |  |
| 1933      | Sonata in fa                                                                      | para piano                       |                          |  |
| 1934      | Canti para S. Alessandro                                                          |                                  | cantata sacra            |  |
| 1934      | Fantasia                                                                          | para violonchelo y piano         |                          |  |
| 1935      | Tre arie religiose                                                                | para violín y orquesta           |                          |  |
| 1935      | Preludio, canzone y furlana                                                       | para violín y piano              |                          |  |
| 1935      | Tre episodi                                                                       | para orquesta                    |                          |  |
| 1935      | Paolo y Virginia                                                                  |                                  | ópera                    |  |
| 1936      | Messaggi                                                                          |                                  |                          |  |
| 1936      | Canto Pastorale y Gagliarda                                                       | para violonchelo y piano         |                          |  |
| 1936      | Concerto lirico                                                                   |                                  |                          |  |
| 1936      | Canti di operai lombardi                                                          | para orquesta                    |                          |  |
| 1936      | Concerto in la                                                                    | para violonchelo                 |                          |  |
| 1937      | Concerto                                                                          | para violín                      |                          |  |
| 1937      | Dialogo                                                                           | para tenor                       |                          |  |
| 1938      | Iscrizioni di meridiane                                                           |                                  |                          |  |
| 1938      | Notturni di bevitori bergamaschi                                                  | para tenores                     |                          |  |
| 1938      | Ritmi y paesaggi di atleti                                                        | para orquesta                    |                          |  |
| 1940      | Il furioso all'Isola di Santo Domingo                                             |                                  | ballet                   |  |
| 1940      | Coro di contrabbandieri di grappa                                                 | para coro                        |                          |  |
| 1939-1940 | Piccolo concerto                                                                  |                                  |                          |  |
| 1940      | Aria                                                                              | instrumental                     |                          |  |
| 1941      | Primo Concerto di Cinquandò                                                       | para orquesta                    |                          |  |
| 1942      | Secondo Concerto di Cinquandò                                                     | para orquesta                    |                          |  |
| 1942      | Bergamasca                                                                        | para piano                       |                          |  |
| 1942      | 1 Poesia di Gatto                                                                 | para coro                        | Texto de Alfonso Gatto   |  |
| 1943      | 5 Poesie di B. Dal Fabbro                                                         |                                  |                          |  |
| 1943      | Un epigramma di B. Dal Fabbro, in occasione del 60° compleanno di Alfredo Casella |                                  |                          |  |
| 1943      | 4 Sonetti a Orfeo di Rilke                                                        |                                  |                          |  |
| 1944      | L'Annunciazione di Rilke                                                          |                                  |                          |  |
| 1944      | Sonata                                                                            | para flauta y piano              |                          |  |
| 1944      | Sonata da casa                                                                    | para violín, piano y cuerdas     |                          |  |
| 1945      | 2 sonate in un tempo                                                              | para piano                       |                          |  |
| 1946      | Poesia di Rilke                                                                   |                                  |                          |  |
| 1946      | Cantata di caccia                                                                 | para coro y orquesta             |                          |  |
| 1949      | Terzo Concerto di Cinquandò                                                       | para cuerdas                     |                          |  |

## Obra literaria
Gavazzeni se definía a sí mismo como «escritor irregular» (scrittore irregolare). Escribió unos interesantes diarios sobre los que el crítico Ermanno Comuzio comentó: 

A través de los diversos lugares que el autor ha conocido, definidos en sus características escondidas, no en su superficie turística, se anida siempre la presencia de su tierra natal, se siente el eco de las campanas de Bérgamo y el sonido áspero del habla local, se ve de nuevo la casa de Arlequín y de los personajes de Moroni y del Piccio.
Ermanno COMUZIO

Aparte, tiene una importante obra como ensayista, especialmente sobre temas musicales.

### Escritos
- Spiriti e forme della lirica belliniana, (Milán, 1936)
- Donizetti (1937)
- Tre studi su Pizzetti (Como, 1937)
- Donizetti (Turín, 1938)
- Viaggio in paesi musicali (Florencia, 1939)
- Musorgskij e la musica russa dell'800 (1943)
- Guida musicale del "Siegfried" di R. Wagner (1944)
- Le feste musicali (Milán, 1944)
- Parole e suoni (ensayos, 1946)
- Guida dell'"Oro" di Pizzetti (1946)
- II suono è stanco (Bérgamo, 1950)
- Quaderno del musicista (1952)
- Musicisti d'Europa (Milán, 1954)
- La musica e il teatro (Pisa, 1954)
- La morte dell'opera (Milán, 1954)
- Altri studi pizzettiani (Bérgamo, 1956)
- La casa di Arlecchino (Milán, 1957)
- Trent'anni di musica (1958)
- Diario di Edimburgo e d'America (1960)
- Problemi di tradizione dinamico-fraseologica e critica testuale in Verdi e Puccini (Milán, 1961)
- Le campane di Bergamo (1963)
- I nemici della musica (1965)
- L'opera italiana in musica (Milán, 1965)
- Carta da musica (1968)
- Non eseguire Beethoven e altri scritti (1974)
- La bacchetta spezzata (1987)
- La casa perduta (Bérgamo, 1988)
- Quaderno del musicista (1988)
- Il sipario rosso (Turín, 1992)
- Scena e retroscena (Milán, 1994)

## Premios
- 1985: Premio Una vita per la musica.
- 1994: Caballero de la Gran Cruz del Orden al Mérito de la República Italiana.